# Angela Kaupp
Angela Kaupp (* 1960 in Köln) ist eine deutsche römisch-katholische Theologin.

## Leben
Sie absolvierte von 1979 bis 1980 ein Freiwilliges Soziales Jahr, Caritas-Kinderdorf St. Anton in Riedenberg. Von 1980 bis 1986 studierte sie an der Universität Würzburg (Abschlüsse als Diplom-Theologin Univ. und Diplom-Pädagogin Univ.). Von 1986 bis 1993 war sie Pastoralassistentin bzw. Pastoralreferentin, (je 50 % Pfarreitätigkeit und 50 % Katholische Junge Gemeinde, KJG, Diözesanverband) in der Diözese Würzburg. Von 1993 bis 1998 war sie theologische Referentin mit Schwerpunkt „Gemeindekatechese“, Deutscher Katecheten-Verein e.V., Bundesverband mit Dienstsitz in München. Von  1998 bis 2001 war sie wissenschaftliche Angestellte an der Albert-Ludwigs-Universität Freiburg, Theologische Fakultät, Arbeitsbereich Pädagogik und Katechetik. Von 2001 bis 2008 war sie Akademische Rätin. Nach der Promotion 2004 (Dr. theol.) an der Theologischen Fakultät in Freiburg im Breisgau im Fach Religionspädagogik war sie ab 2008 Akademische Oberrätin. Von 2008 bis 2009 vertrat sie die Professur für Religionspädagogik an der TU Dresden. Von 2009 bis 2012 vertrat sie die Professur für Pädagogik und Katechetik, Albert-Ludwigs-Universität Freiburg. Seit 2012 lehrt sie als Professorin für Praktische Theologie, Religionspädagogik und Fachdidaktik/Bibeldidaktik, Universität Koblenz-Landau, Campus Koblenz.
Ihre Forschungsschwerpunkte sind die Frage des Raums in der Religionsdidaktik, religiöse Entwicklung entlang des Lebenslaufs, performative Religionsdidaktik und Religionsunterricht in der öffentlichen Schule, religiöse Lehr-/Lernprozesse innerhalb und außerhalb des schulischen Unterrichts (Schulpastoral, Katechese, Jugendarbeit), religiöse Lehr-/Lernprozesse und die Frage des Geschlechts, Person und Habitus der Lehrkraft und ihre Auswirkung auf den Unterricht, interkulturelle und interkonfessionelle Fragen religiöser Lehr-/Lernprozesse im Kontext von Ländervergleichen und Lern- und Studienwerkstatt: Schulpraxis in der Religionsdidaktik.

## Schriften (Auswahl)
- Junge Frauen erzählen ihre Glaubensgeschichte. Eine qualitativ-empirische Studie zur Rekonstruktion der narrativen religiösen Identität katholischer junger Frauen (= Glaubenskommunikation Reihe Zeitzeichen. Band 18). Schwabenverlag, Ostfildern 2005, ISBN 3-7966-1187-7 (zugleich Dissertation, Freiburg im Breisgau 2004).
- mit Monika Scheidler und Stephan Leimgruber (Hrsg.): Handbuch der Katechese. Für Studium und Praxis (= Grundlagen Theologie). Herder, Freiburg im Breisgau/Basel/Wien 2011, ISBN 3-451-32386-9.
- mit Gaby Bußmann, Beate Thalheimer und Brigitte Lob (Hrsg.): Handbuch Schulpastoral. Für Studium und Praxis (= Grundlagen Theologie). Herder, Freiburg im Breisgau/Basel/Wien 2015, ISBN 3-451-31205-0.
- (Hrsg.): Raumkonzepte in der Theologie. Interdisziplinäre und interkulturelle Zugänge. Matthias Grünewald Verlag, Ostfildern 2016, ISBN 3-7867-3089-X.
- (Hrsg.): Pluralitätssensible Schulpastoral. Chancen und Herausforderungen angesichts religiöser und kultureller Diversität. Matthias Grünewald Verlag, Ostfildern 2018, ISBN 3-7867-3140-3.
- mit Patrik C. Höring (Hrsg.): Handbuch Kirchliche Jugendarbeit. Für Studium und Praxis (= Grundlagen Theologie). Herder, Freiburg im Breisgau/Basel/Wien 2019, ISBN 978-3-451-38808-8.